# Danai Gurira
Danai Jekesai Gurira (Grinnell, 14 febbraio 1978) è un'attrice statunitense, nota principalmente per il ruolo di Michonne nella serie televisiva The Walking Dead e per quello di Okoye nel Marvel Cinematic Universe.

## Biografia
È nata a Grinnell, Iowa, da genitori originari dello Zimbabwe. La madre è una bibliotecaria universitaria, il padre era un insegnante di chimica. Ha anche un fratello maggiore che esercita la professione medica e due sorelle. Dopo essersi diplomata presso la Grinnell High School, ha frequentato il Macalester College e ha ottenuto un master universitario alla New York University.
Nel 2006 ha vinto un Obie Award e un Outer Critics Circle Award per la scrittura e un Helen Hayes Award come miglior attrice protagonista per l'opera off-Broadway In the Continuum, di cui è coautrice assieme a Nikkole Salter.
Debutta al cinema nel 2007, partecipando al film L'ospite inatteso, per cui ottiene diversi riconoscimenti. Nel 2009 debutta a Broadway nella piéce di August Wilson Joe Turner's Come and Gone. Nel 2010 recita nel film horror di Wes Craven My Soul to Take - Il cacciatore di anime. Tra il 2010 e il 2011 è apparsa nel ruolo ricorrente di Jill nella serie televisiva Treme.
Nel 2012 vince un premio Whiting nella categoria "Teatro" ed entra nel cast principale della serie televisiva distribuita dall'emittente televisiva via cavo AMC The Walking Dead, dove veste i panni della guerriera Michonne.
Tra il 2018 e il 2022 interpreta il ruolo del generale Okoye nei film del Marvel Cinematic Universe Black Panther, Avengers: Infinity War, Avengers: Endgame e Black Panther: Wakanda Forever.

## Vita privata
Danai Gurira è cristiana e vive a Los Angeles, frequenta anche regolarmente New York. Parla quattro lingue: francese, Shona, Xhosa e inglese.

## Filmografia

### Cinema
- L'ospite inatteso (The Visitor), regia di Thomas McCarthy (2007)
- Ghost Town, regia di David Koepp (2008)
- 3 Backyards, regia di Eric Mendelsohn (2010)
- My Soul to Take - Il cacciatore di anime (My Soul to Take), regia di Wes Craven (2010)
- Restless City, regia di Andrew Dosunmu (2011)
- Mother of George, regia di Andrew Dosunmu (2013)
- All Eyez on Me, regia di Benny Boom (2017)
- Black Panther, regia di Ryan Coogler (2018)
- Avengers: Infinity War, regia di Anthony e Joe Russo (2018)
- Avengers: Endgame, regia di Anthony e Joe Russo (2019)
- Black Panther: Wakanda Forever, regia di Ryan Coogler (2022)

### Televisione
- Law & Order: Criminal Intent – serie TV, episodio 4x09 (2004)
- Life on Mars – serie TV, episodio 1x12 (2009)
- Law & Order - I due volti della giustizia (Law & Order) – serie TV, episodio 20x11 (2009)
- American Experience – serie TV, episodio 22x04 (2010)
- Lie to Me – serie TV, episodio 2x20 (2010)
- Treme – serie TV, 6 episodi (2010-2011)
- The Walking Dead – serie TV, 91 episodi (2012-2020; 2022[5])
- What If...? – serie animata (2021) - voce
- The Walking Dead: The Ones Who Live, regia di Bert e Bertie, Michael Slovis e Michael E. Satrazemis – miniserie TV, 6 puntate (2024)

## Riconoscimenti
- Black Reel Awards
  - 2014- Miglior attrice protagonista in un film per Mother of George
  - 2014- Candidatura alla miglior performance rivoluzionaria per Mother of George
  - 2019- Candidatura alla miglior attrice non protagonista in un film per Black Panther
- Drama Desk Awards
  - 2016- Sam Norkin Award per Eclipsed
- MTV Movie & TV Awards
  - 2018- Candidatura al miglior duo( con Chadwick Boseman, Lupita Nyong'o e  Letitia Wright) per Black Panther
  - 2018- Candidatura al miglior combattimento( con Scarlett Johansson e Elizabeth Olsen vs. Carrie Coon) per Avengers: Infinity War
- NAACP Image Awards
  - 2016 - Candidatura alla miglior attrice non protagonista in una serie drammatica per The Walking Dead
  - 2018 - Candidatura alla miglior attrice protagonista cinematografica per All Eyez on Me
  - 2019 - Miglior attrice non protagonista in un film per Black Panther
  - 2019 - Miglior cast cinematografico per Black Panther
  - 2023 - Candidatura alla miglior attrice non protagonista in un film per Black Panther:Wakanda Forever
  - 2023 - Miglior cast cinematografico per Black Panther: Wakanda Forever
- E!People's Choice Awards
  - 2018- Star in un film d'azione per Black Panther
- Saturn Awards
  - 2016- Miglior attrice non protagonista in una serie per The Walking Dead
  - 2017- Candidatura alla miglior attrice non protagonista in una serie per The Walking Dead
  - 2018- Candidatura alla miglior attrice non protagonista in una serie per The Walking Dead
  - 2018- Miglior attrice non protagonista in un film per Black Panther
  - 2019- Miglior attrice non protagonista in una serie per The Walking Dead
- Satellite Awards
  - 2012- Miglior cast in una serie televisiva per The Walking Dead
- Screen Actors Guild Awards
  - 2019- Miglior cast cinematografico per Black Panther
- Tony Awards
  - 2016- Candidatura per la miglior opera teatrale per Eclipsed

## Doppiatrici italiane
Nelle versioni in italiano delle opere in cui ha recitato, Danai Gurira è stata doppiata da:
- Rachele Paolelli in Black Panther, Avengers: Infinity War, Avengers: Endgame, Black Panther: Wakanda Forever
- Laura Romano in Lie to Me, All Eyez on Me
- Laura Lenghi in The Walking Dead, The Walking Dead: The Ones Who Live
- Rossella Acerbo in L'ospite inatteso

Da doppiatrice è sostituita da:
- Rachele Paolelli in What If...?